# Geografia della Nigeria

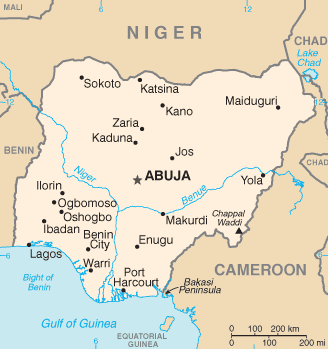
Mappa della Nigeria

Il territorio della Nigeria occupa la sezione più orientale dell'Africa guineana settentrionale, sviluppandosi tra la depressione del Ciad e l'oceano Atlantico (golfi di Benin e di Biafra), in cui si protende con l'ampio ventaglio deltizio del fiume Niger.

## Geologia
Data la vastità del suo territorio, con differenti caratteri morfologici, anche dal punto di vista geologico la Nigeria non presenta aspetti unitari. Ai vasti affioramenti dell'antichissimo zoccolo cristallino (principalmente a nord e ad ovest) si contrappongono le grandi coperture sedimentarie del Cretaceo e dell'Eocene, presenti soprattutto nel Centro (bacino del Benue) e nel Nord-Ovest; mentre le coperture vulcaniche dell'altopiano di Jos, nel cuore della regione di Bauchi, sono da mettere in rapporto all'attività eruttiva manifestatasi in questa parte dell'Africa nel Mesozoico, quando possenti spinte verticali determinarono l'abbassamento di una vasta area continentale e la stessa formazione del golfo di Guinea: le faglie della regione di Jos e, a sud-est, quelle più grandiose del bacino camerunese, ne sono valida testimonianza.

## Morfologia
La morfologia del Paese è caratterizzata, a grandi linee, dall'opposizione fra il Centro e il Nord, montuosi o occupati da altipiani, e il Sud, prevalentemente pianeggiante o addirittura anfibio. I solchi fluviali del Niger e del Benue segnano la demarcazione fra queste due parti del Paese, scorrendo fra rive ben marcate verso Lokoja, dove confluiscono l'uno nell'altro. Ad ovest il territorio è occupato dagli altipiani yoruba, che si ricollegano direttamente alle alteterre del Benin e del Togo; ad est, invece, oltre il Benue, le prime dorsali montuose del Vogel Peak (2042 m) preannunciano le alteterre dell'Adamaoua camerunese.
La Nigeria si affaccia al mare con un fronte costiero che si sviluppa per circa un migliaio di chilometri. È una costa estremamente bassa e piatta, in continua espansione per gli apporti detritici del Niger e degli altri corsi d'acqua minori, orlata da lagune e spezzettata dagli innumerevoli bracci fluviali in centinaia di isole, isolotti e banchi di sabbia coperti dalla lussureggiante foresta equatoriale.

### GliOil Riverse il Paese yoruba
Tutto il Sud della Nigeria è costituito da una fascia pressoché continua di suoli alluvionali recenti, formati dai continui apporti dei corsi d'acqua, che l'ampio delta del Niger divide in due: ad ovest si estende la regione anticamente detta degli Oil Rivers per l'intenso commercio di olio di palma; ad est, la regione deltizia del fiume Cross.
La regione costiera occidentale, profonda da 60 a 70 km, è tutta una successione di isolotti, lagune costiere e banchi sabbiosi che racchiudono una via d'acqua interna senza soluzione di continuità fra il confine con il Benin e il delta del Niger. Si tratta nel complesso di una regione molto uniforme e inospitale, coperta da mangrovie, che trova il suo naturale centro economico ed umano nella vastissima laguna di Lagos.
Il paesaggio muta notevolmente più a nord, nel territorio yoruba, facendosi roccioso, austero per la presenza di antichi rilievi paleozoici fortemente erosi in forme a volte cupoleggianti. Scarsamente abitata e difficilmente coltivabile nella sezione occidentale, questa regione è invece estremamente umanizzata nella parte centrale, che tra l'altro da parecchi secoli beneficia di notevoli commerci con la costa ed ha profondamente subito gli influssi della colonizzazione europea; testimoniano questa sostanziale vitalità i numerosi centri di mercato - molti dei quali divenuti ormai veri e propri agglomerati urbani - e la fitta rete delle comunicazioni stradali. Qui inizia il Cocoa Belt e, sebbene i suoli non siano particolarmente adatti, la coltura del cacao interessa circa i 3/5 dell'intera popolazione.

### Il Biafra deltizio e forestale
Il delta del Niger occupa una regione vasta circa 25.000 km², costituita da suoli anfibi, banchi vaganti di sabbia e isolotti, che si sviluppano verso il mare a guisa di ventaglio; esso è ancor oggi in continua espansione. Paese d'acqua e di fango, con una fittissima vegetazione acquatica che chiude dal mare ogni accesso alla foresta equatoriale, la regione deltizia del Niger fu a lungo considerata una delle zone più malsane di tutta l'Africa; da alcuni decenni vi si è andata diffondendo la risaia, ma la grande ricchezza moderna è costituita dallo sfruttamento dei giacimenti petroliferi.
Ad est del delta la costa riprende il tipico aspetto delle sponde orientali, ma è più uniforme ed alle lagune si sostituiscono i numerosi estuari dei corsi d'acqua e buone insenature. Questa regione sud-orientale, corrispondente in gran parte al bacino del fiume Cross, è disseminata di fattorie e villaggi di pescatori. A nord di essa, il paesaggio tende a diventare più mosso, preannunciando le basse scarpate argillose che delimitano l'altopiano di Igarra. È questo il cuore del Biafra (nome ripreso dal golfo antistante) o più precisamente dell'Owerri, una vasta regione lateritica mal drenata e povera di acque di falda, e tuttavia fittamente popolata, anche se la guerra civile ha sovvertito qualsiasi valore demografico. Quasi ovunque l'antica foresta ombrofila ha ceduto il posto alla piantagione di palma da olio che, malgrado la povertà dei suoli, cresce bene grazie al clima caldo ed umido.

### Le alteterre centrali e il Nord saheliano
A nord delle basseterre meridionali, il duplice sistema fluviale Niger-Benue racchiude una vasta regione d'altipiani e tavolati, che a sua volta comprende diverse subregioni: l'altopiano di Jos, gli altipiani degli Haussa e di Bauchi, i tavolati del Nord-Ovest e i vasti paesaggi saheliani del Bornu.
L'altopiano di Jos domina la regione centrale, delimitato da abrupte scarpate granitiche incise da profonde gole; per la compattezza si può considerare un vero massiccio montuoso, e si avvicina ai 2000 m, mostrando anche numerosi e ben conservati coni vulcanici. Una serie di declivi relativamente dolci saldano l'altopiano ai tavolati del Nord.
In prossimità del confine col Niger si estende la regione di Sokoto, un territorio uniforme e piatto, solcato da una rete di corsi d'acqua asciutti anche per più mesi all'anno. I suoli poveri e la diffusa aridità hanno sempre mantenuto questa regione entro valori demografici relativamente bassi; essa però è in via di valorizzazione grazie al diffondersi della pratica dell'aridocoltura e delle piantagioni d'arachide, di cotone, di canna da zucchero, di tabacco.
A nord-est infine, il Bornu si va lentamente abbassando fino a 243 m, la quota corrispondente del bacino lacustre del Ciad. Vi si giunge attraverso paesaggi estremamente monotoni ed aridi, coperti da una stentata vegetazione saheliana o dalle prime sabbie. Gli unici suoli fertili si trovano lungo il corso del fiume Komadugu. Sulle sponde del lago la coltura del riso viene alternata, nella stagione secca, con quella del sorgo.

## Idrografia
L'idrografia nigeriana è sostanzialmente riconducibile a due grandi fiumi, il Niger e il Benue che, con i rispettivi tributari, drenano tutto il Paese, a eccezione del Yoruba meridionale, solcato da numerosi fiumi di breve corso direttamente tributari del golfo di Benin, e del Bornu settentrionale, compreso nel bacino del fiume Komadugu, a sua volta tributario della depressione lacustre del Ciad; nel Sud-Est, infine, il bacino del fiume Cross è separato da quello del basso Niger da una lunga digitazione collinare che si diparte, con andamento nord-sud, dall'altopiano di Igarra, a nord di Enugu. Il Niger entra in territorio nigeriano poco a valle di Gaya e, ricevute le acque del Sokoto, svolge il suo corso verso sud fra sponde fortemente incassate nell'antico zoccolo cristallino, che il fiume discende mediante rapide fino alla regione di Jebba; qui, a 900 km dalla foce e a 86 m di quota, inizia il corso inferiore. Dopo aver ricevuto il Kaduna, a Lokoja il Niger riceve da sinistra il Benue, accrescendo di molto il volume delle sue acque; ma la sempre minore pendenza fa crescere di numero e di estensione i banchi di sabbia, finché a poco più di 100 km dalla foce inizia il delta. Il Benue nasce dai monti Mbang, nel Camerun,  e, mantenendo una direzione prevalente da est ad ovest, riceve le acque di alcuni affluenti, tra cui il Gongola da destra e il Taraba e il Donga da sinistra, portando infine al Niger circa 15.000 m³ d'acqua al secondo, che si raddoppiano durante la stagione delle piogge. Il suo profilo è, rispetto a quello del Niger, più maturo; perciò il fiume, anche durante il periodo di piena, è navigabile in tutto il suo corso.

## Clima
Data la sua posizione astronomica, la Nigeria presenta un clima generalmente caldo, con nette caratteristiche tropicali a settentrione ed equatoriali a meridione. Tutta la regione cade sotto il dominio delle masse d'aria atlantiche e sahariane, ad andamento stagionale opposto.
Durante l'inverno boreale le calde acque del golfo di Guinea generano una zona di bassa pressione, mentre sul Sahara, a temperature meno elevate, si forma una zona di alta pressione: ciò è all'origine dei venti (di cui il principale è l'harmattan) che da nord e da nord-est soffiano verso l'oceano. Questi venti secchi determinano un periodo di siccità che diviene lunghissimo nella fascia settentrionale, e che diminuisce di intensità e di durata a mano a mano che si procede verso sud. D'estate avviene il contrario e i venti umidi provenienti dal mare sono richiamati verso l'interno dalla depressione ciclonica sahariana: è il periodo delle piogge equatoriali che, intense sulla costa, vanno attenuandosi man mano che si procede verso l'interno.
Come in tutta l'Africa intertropicale, così anche in Nigeria le differenziazioni climatiche, più che dalla temperatura, sono determinate dalla diversa quantità e durata delle precipitazioni, cioè dai regimi pluviometrici. A nord di una fascia compresa tra l'8º e l'11º parallelo, a seconda degli anni, il periodo delle piogge può durare dai quattro ai sette mesi, con massimi in agosto e settembre: a sud di tale fascia piove per oltre sette mesi all'anno, periodo umido che si amplia sempre di più verso il mare. Sul delta del Niger, nella zona costiera orientale, piove pressoché tutto l'anno, con livelli massimi nel mese di giugno e minimi di dicembre.
Le temperature sono ovunque elevate, quando non intervenga il fattore altitudine, che peraltro in Nigeria ha scarsa importanza. Lungo la costa il termometro segna una media annua di 25-26 °C, mentre nell'interno può salire a valori di 26-30 °C. Procedendo in latitudine e trasformandosi il clima da equatoriale in tropicale, le escursioni annue aumentano progressivamente.

## Flora e fauna
Le principali zone floristiche sono disposte in ampie fasce che attraversano il paese da est ad ovest, parallelamente all'equatore. Formazioni di mangrovie e paludi d'acqua dolce si trovano lungo la costa e nel delta del Niger. A breve distanza dalla costa, nell'entroterra, le paludi lasciano il posto a fitte foreste pluviali tropicali. Qui le palme da olio, di grande importanza commerciale, crescono spontaneamente e generalmente i suoi alberi vengono preservati quando una zona di foresta viene abbattuta per fare spazio alle coltivazioni. Nelle regioni più densamente popolate del Sud-Est del paese la vegetazione forestale originaria è stata rimpiazzata da una boscaglia aperta di palme. Nel Sud-Ovest vaste aree di foresta sono state sostituite da piantagioni di cacao e di alberi della gomma. L'area a nord della cintura forestale è occupata da una prateria tropicale in cui crescono alberi sparsi di baobab, tamarindo e Parkia biglobosa. La savana si fa più aperta all'estremità settentrionale del Paese ed è caratterizzata da alberi stentati sparsi qua e là e da erbe basse. Nella regione del lago Ciad si riscontrano condizioni di semideserto, e sono comuni varie specie di acacia e la palma dum. Anche le foreste a galleria (strette zone di foresta lungo il corso dei fiumi) sono caratteristiche delle savane aperte del Nord. Nelle aree densamente abitate della savana, ad esempio quelle nei dintorni delle città di Sokoto, Kano e Katsina, ogni forma di vegetazione spontanea è stata rimossa dalla persistente richiesta di terreni da coltivare, dal sovrappascolo e dagli incendi della boscaglia. All'estremità settentrionale del paese la quasi totale scomparsa di forme di vita vegetali ha facilitato la graduale avanzata verso sud del Sahara.
Un tempo nelle savane di tutto il paese si potevano trovare dromedari, antilopi, iene, leoni, ghepardi, gazzelle, licaoni, babbuini e giraffe, mentre nelle foreste pluviali vivevano potamocheri, elefanti di foresta e scimpanzé. Tra gli animali diffusi sia nelle foreste che nelle savane vi erano leopardi, gatti dorati, cercopitechi, gorilla e facoceri. Al giorno d'oggi queste specie si possono avvistare solamente all'interno di aree protette come il parco nazionale di Yankari nello stato di Bauchi, il parco nazionale di Gashaka-Gumti nello stato di Taraba, il parco nazionale di Kainji nello stato di Kwara e il parco nazionale di Cross River nello stato di Cross River. I rappresentanti più numerosi in seno alla classe dei mammiferi sono roditori quali scoiattoli, istrici e ratti del bambù. Nella savana settentrionale abbondano le faraone. Altri uccelli comuni sono quaglie, avvoltoi, nibbi, otarde e pappagalli cenerini. I fiumi ospitano coccodrilli, ippopotami e una grande varietà di pesci.